# 弗雷朗
弗雷朗（法語：Fréland，法語發音：[fʁelɑ̃] ⓘ）是法国上莱茵省的一个市镇，属于科尔马-里博维莱区。

## 地理
弗雷朗（48°10'16"N, 7°11'38"E）面积19.74 平方千米，位于法国大東部大區上莱茵省，该省份为法国东部内陆省份，是阿尔萨斯的一部分，今与下莱茵省组成了阿尔萨斯欧洲集体，其北临下莱茵省，西接孚日省，西南接贝尔福地区省，东侧沿莱茵河与德国相望，南与瑞士接壤。
与弗雷朗接壤的市镇（或旧市镇、城区）包括：拉普特鲁瓦、圣玛丽欧米讷、欧比尔、凯瑟斯贝格-维尼奥布勒。
弗雷朗的时区为UTC+01:00、UTC+02:00（夏令时）。

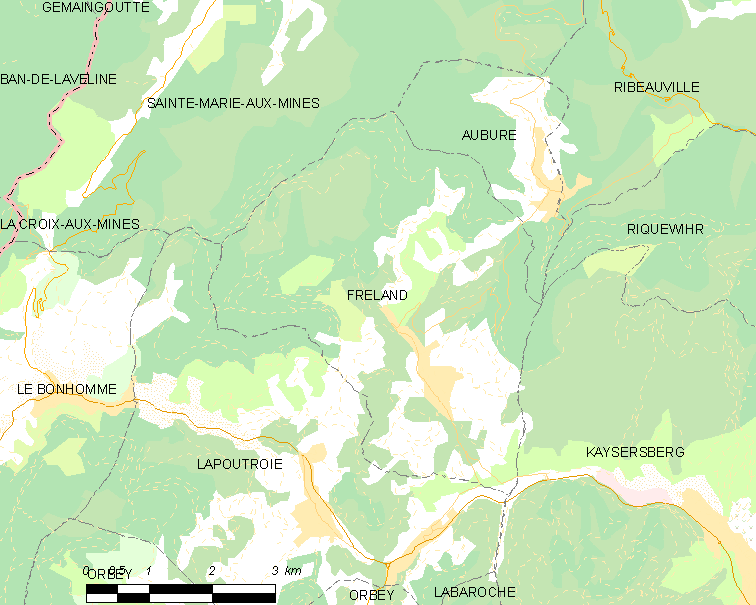
弗雷朗的OSM定位图

## 行政
弗雷朗的邮政编码为68240，INSEE市镇编码为68097。

## 政治
弗雷朗所属的省级选区为圣玛丽欧米讷县。

## 人口

1962-2008年间弗雷朗人口变化图示

弗雷朗于2022年1月1日时的人口数量为1297人。